# South Port (Neuseeland)
Der South Port ist ein Gewässer im Süden von Fiordland und der Südinsel von Neuseeland.

## Geographie
Der South Port befindet sich an der Südwestküste von Fiordland und erlaubt über die Eastern Passage Zugang zur Tasmansee. Das Gewässer besitzt eine ungefähre Flächenausdehnung von rund 221,5 Hektar und erstreckt sich in etwa über eine Länge von 3,2 km. Die maximale Breite des Gewässers beträgt rund 1,25 km.
Die Inselgruppe Garden Islands befindet sich am Eingang zum South Port und verengt diese auf bis zu 470 m. Die Wassertiefe des South Port reicht bis zu einer Tiefe von 50 m unter dem Meeresspiegel.